# Јохан Јозеф Лошмит
Јохан Јозеф Лошмит (Карлови Вари, 15. март 1821 – Беч, 8. јул 1895), углавном је себе називао Јозеф Лошмит (изостављајући име), био је аустријски научник који је имао револуционарне научне резултате у хемији, физици (термодинамика, оптика, електродинамика) и области форме кристала.

## Биографија
Лошмит је постао професор физичке хемије на Универзитету у Бечу 1868.
Имао је два рана ментора. Његов први ментор је био свештеник Адалберт Чех, који је убедио Лошмитове родитеље да пошаљу младог Јозефа у средњу школу у манастиру Пијаристи у Шлакенверту, а 1837. у напредне разреде гимназије у Прагу. Студирао је две године филозофију и математику на Карловом универзитету у Прагу, где је Лошмит упознао свог другог важног ментора. То је био професор филозофије Франц Серафин Екснер, коме је ослабио вид и који је замолио Лошмита да му буде лични читалац.
Његова књижица из 1861. године, Chemische Studien („хемијске студије”), предлагала је дводимензионалне приказе за преко 300 молекула у стилу изузетно сличном оном који користе савремени хемичари. Неки су тврдили, међутим, да је он то намеравао као сугестију цикличне структуре, четири године пре Кекулеове, који је познатији и који је генерално заслужан за откриће цикличне структуре бензена.
Године 1865. Лошмит је први проценио величину молекула ваздуха.
Лошмит се повукао са универзитета 1891. и умро је 1895. у Бечу.